# Zarasai (gemeente)
Zarasai is een van de 60 Litouwse gemeenten, in het district Utena.
De hoofdplaats is de gelijknamige stad Zarasai. De gemeente telt ongeveer 21.000 inwoners op een oppervlakte van 1334 km².

## Plaatsen in de gemeente
Plaatsen met inwonertal (2001):
- Zarasai – 8365
- Užtiltė – 1079
- Dusetos – 914
- Salakas – 604
- Dimitriškės – 470
- Antazavė – 461
- Turmantas – 397
- Aviliai – 373
- Antalieptė – 359
- Degučiai – 324